# Moschellandsbergita
La moschellandsbergita es un mineral de la clase de los minerales elementos. Fue descubierta en 1938 en el monte Moschellandsberg cerca de Obermoschel, en el estado de Renania-Palatinado (Alemania), siendo nombrada así por esta localización.

## Características químicas
Es una amalgama metálica de mercurio con plata. 

## Formación y yacimientos
Se forma probablemente como producto de alteración hidrotermal de baja temperatura.
Suele encontrarse asociado a otros minerales como: metacinabrio, cinabrio, plata mercuriosa, tetraedrita-tennantita, pirita, esfalerita o calcopirita.

## Usos
Se puede extraer como mena de plata altamente concentrada.